# Оринокский болотный тиранн
Оринокский болотный тиранн (лат. Knipolegus orenocensis) — вид птиц из семейства тиранновых. Выделяют три подвида, один из которых, K. o. sclateri, иногда считают отдельным видом.

## Распространение
Обитают в бассейнах рек Амазонки и Ориноко на южноамериканском континенте, на территории Бразилии, Колумбии, Эквадоре, Перу и Венесуэле. Естественной средой обитания этих птиц является субтропический или тропический влажный кустарник, обычно ниже 300 м над уровнем моря.
МСОП присвоил виду охранный статус LC.